# What about Brian
What About Brian foi uma dramédia estadunidense criada por Dana Stevens e co-produzida por J. J. Abrams. A série é exibida pelo canal americano ABC e no Brasil pelo canal pago Sony Entertainment Television. Em Portugal, foi exibido em 2007.

## Premissa

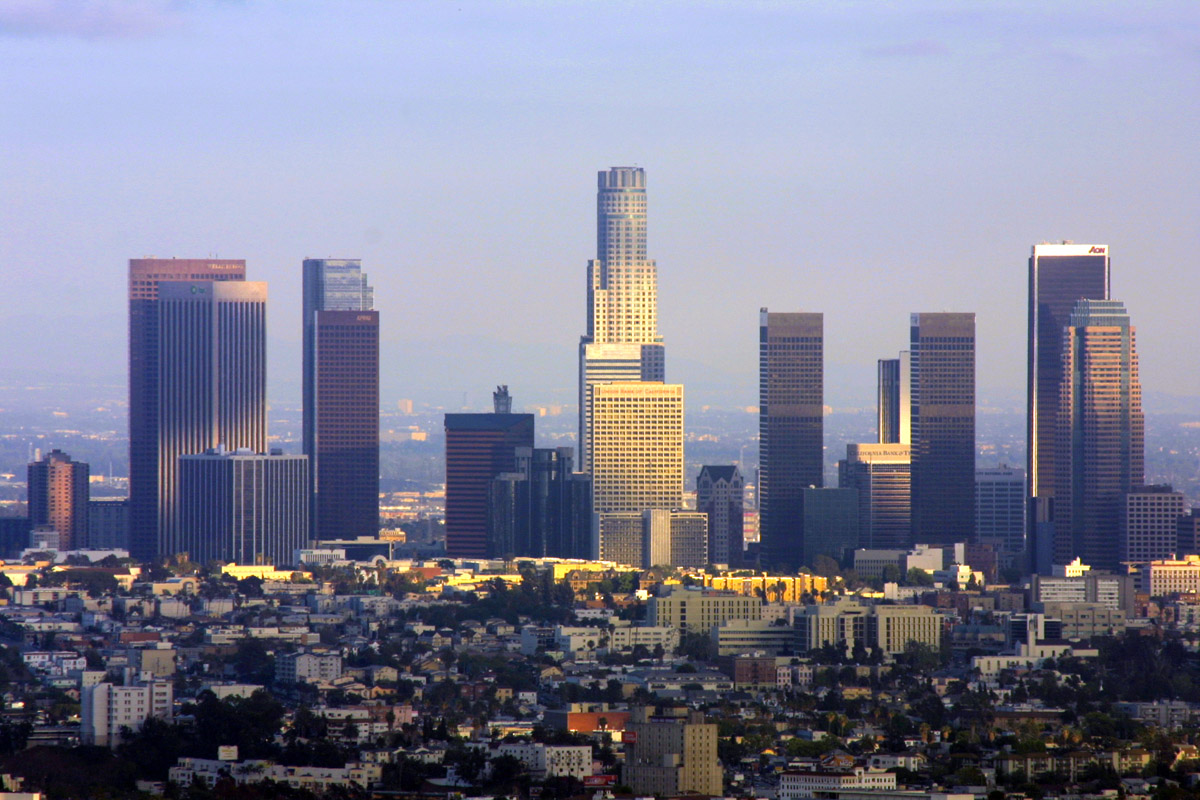
Vista do centro de Los Angeles, onde a trama se passa.

Brian Davis, de 32 anos, vive em Los Angeles e é o último solteiro de seu grupo de amigos. Seu melhor amigo, Adam Hillman, recentemente noivou com sua antiga namorada, Marjorie Seaver, uma garota por quem Brian sempre teve uma "queda", e que no início da trama, seria "dispensada" por Adam. Seu outro amigo, Dave Greco, é sócio de Brian na Zap Monkey, e não consegue esperar para ver Brian se casar, o casamento dele com Deena já dura 13 anos, e juntos eles tem três filhas. A irmã mais velha de Brian, Nicole, é uma mulher decidida, que trabalha em uma empresa da indústria fonográfica, e que se casou e engravidou muito tarde, sempre tendo o apoio de seu marido, Angelo. No meio desses vários relacionamentos, Brian não quer ficar para trás e busca sua "alma gêmea", mas durante essa jornada, várias revelações surgem sobre seus amigos, que o fazem pensar sobre o relacionamento ideal.

## Elenco

### Elenco regular
- Barry Watson como Brian Davis
- Matthew Davis como Adam Hillman
- Sarah Lancaster como Marjorie Seaver
- Rick Gomez como Dave Greco
- Amanda Detmer como Deena Greco
- Raoul Bova como Angelo Varzi
- Jason George como Jimmy Wilbourn
- Amanda Foreman como Ivy Wilbourn
- Jessica Szohr como Laura
- Tiffani Thiessen como Natasha Drew
- Rosanna Arquette como Nicole Varzi

### Crianças
- Payton Spencer como Geneva Greco
- Mikaila Baumel como Larissa Greco
- Olivia e Ava White como Carrie Greco

### Participações especiais
- Amy Jo Johnson como Karen (Car Girl)
- Rachelle Lefevre como Heather
- Krista Allen como Bridget Keller
- Marguerite Moreau como Suzanne
- Jon Hamm como Richard
- Tom Parker como Jamie
- Brennan Elliott como T.K.
- Stacy Keibler como Stephanie
- William Devane como Michael Davis

## Personagens

### Brian Davis
Brian, interpretado por Barry Watson, é o "solteirão" do seu grupo de amigos, ele é aquele amigo que todos desejam ter, mas muitos quando o tem, não dão o devido valor. No meio da trama, Brian se envolve em relacionamentos amorosos estranhos e controvertidos, que por muitas vezes, terminam graças a pequenos problemas do cotidiano.

### Adam Hillman
Adam, interpretado por Matthew Davis, é o amigo de Brian desde que ambos eram pequenos, e não tinham noção de como o mundo é na verdade. Trabalha como advogado em um escritório de advocacia, e desde cedo lutou para ser promovido ao posto de sócio. No início da trama, iria "dispensar" Marjorie e deixar o caminho livre para Brian conquistá-la, mas em um lapso repentino, deixou de fazê-lo, e a propôs casamento, foi aí que começaram as divergências entre os dois amigos. 
Com o fim de seu casamento, que nem mesmo havia sido iniciado, devido à fuga de Marjorie, Adam por muito tempo culpou seu amigo, mas conseguiu perdoá-lo após uma longa noite da prisão. Foi então que ele se envolveu com Heather, a dançarina que ele havia conhecido em sua "despedida de solteiro", e pouco tempo depois, se viu casado com a bela moça, que na verdade, se chamava Heather. Algumas semanas se passaram, e o casamento foi breve, porém, feliz. Na verdade, ele só acabou devido aos problemas com a volta de Marjorie para a cidade, e o ressurgimento de sentimentos que já haviam sido enterrados por Adam, e claro, Brian.
Após sua separação, Adam fez uma promessa que o acompanhou por um longo tempo, ele não iria fazer sexo com ninguém, até conseguir se transformar em sócio do escritório onde ele trabalhava, e foi assim até que ele conseguiu a promoção. Apesar das tentativas de seus amigos para fazê-lo quebrar o voto de castidade, ele se manteve firme, e quando finalmente conseguiu alcançar o novo cargo, fez sexo com a irmã de seu melhor amigo, Nicole, porém nenhum relacionamento duradouro surgiu daí. Logo em seguida, Adam se envolveu com a chefe de Brian e Dave na KC Gaming, Natasha Drew, porém, nada sério ocorreu entre os dois.

### Marjorie Seaver
Marjorie, interpretada por Sarah Lancaster, é a garota dos sonhos de qualquer homem, porém, não buscava esse tipo de atenção, e sim o sucesso profissional e a busca por compor uma família. Obteve um longo relacionamento com Adam Hillman, com quem quase se casou, mas largou no altar após refletir se era aquilo mesmo que ela queria.
Posteriormente, Marjorie acabou voltando para Los Angeles, não com o objetivo de recuperar seu antigo noivo, ou seus antigos amigos, e sim porque ela sentia que pertencia àquele lugar, foi então que ela se envolveu com o problema do casal Greco, amigos de longa data, e sua pequena filha Carrie, que tinha dificuldades auditivas. Porém, após uma breve discussão com Adam, ela foi afastada completamente de todos seus antigos amigos, incluindo Dave e Deena, que tiveram que recorrer sozinhos a outros médicos e especialistas.

### Dave Greco
Dave, interpretado por Rick Gomez, é o "maridão" do grupo de amigos, casado há mais de 15 anos com seu primeiro grande amor, Deena, com quem possui três filhas, porém, esconde de seus amigos que seu relacionamento está passando por problemas, devido principalmente ao desgaste mental, e rotinas intermináveis.
Ao propor o "casamento aberto" para Deena, mais confusões surgem no meio da trama, pois esta realmente resolve seguir o que diz essa "doutrina", enquanto ele fica para trás, acreditando que ela faria o mesmo. Ao descobrir do relacionamento de sua esposa com o pai de um dos colegas de suas filhas mais velhas, ele tenta "dar o troco" na esposa, ao se deitar com Suzanne, mas após o pedido de perdão de Deena, o acobertamento deste caso, e o descobrimento dele por parte de sua esposa, a situação fica ainda mais complicada, e ele acaba por ser expulso de casa.
A expulsão inicia uma nova fase na sua vida, e ele passa a ser jogado para de uma residência a outra, até voltar para sua casa original, onde sua ex-esposa o aceita de volta, porém, com algumas restrições, ao acreditar que a presença do pai seria o ideal para suas filhas (principalmente Carrie, que pelo que se descobriu posteriormente, tinha problemas de surdez). O tempo passou, e cada vez mais os laços entre o casal Greco se fortaleceram, nem a visita da mãe de Deena foi capaz de cortá-los, e no episódio final da série, em uma louca viagem pelo interior, eles buscam reviver momentos felizes do passado, e claro, reviver o matrimônio.

### Deena Greco
Deena, interpretada por Amanda Detmer, era uma dona de casa infeliz. Depois de anos e anos de união com seu marido, Dave, nada parece ser a solução para reacender a "chama do amor" entre os dois, e após uma ideia controvertida ser aplicada, a situação só faz piorar. Após descobrir que Deena realmente fez valer a ideia do "casamento aberto", Dave quer dar o troco, mas o faz apenas por vingança, apesar do arrependimento da esposa, e continua a fazê-lo mesmo depois que a situação foi supostamente resolvida.
Depois dessa mudança, Dave é obrigado a se despedir de sua casa, de suas filhas, e por fim, de seu emprego também, afinal, Suzanne também não ficou por baixo ao saber que ele não a queria mais, e acabou com a empresa de jogos de computador que Dave possuía ao lado de seu sócio e seu melhor amigo, Brian Davis.
O tempo foi passando, e Deena começou a sentir falta de seu marido. O retorno dele para a casa da família, em virtude de não ter outro lugar para morar, foi bem-vindo por Deena, que já vivia atolada em problemas, e ainda tinha que se preocupar com outros, como a surdez de sua filha Carrie, e claro, a abertura da sua confeitaria. Porém, a visita de sua mãe, quase a faz mudar de ideia com relação ao antigo marido, e apesar de Deena tomar coragem e decidir não se abater, ela confessou ter ficado um pouco desconfiada após ouvir o que sua mãe disse. Quando os papéis do divórcio chegam, eles são obrigados a decidir, querem mesmo se separar ou voltarão a ficar juntos? A segunda escolha não surpreendeu a ninguém, afinal, eles sempre se amaram, e todos os problemas que surgem, podem ser resolvidos.

### Angelo Varzi
Angelo, interpretado por Raoul Bova, era um marido feliz, apesar de não conseguir realizar um de seus maiores sonhos, ser pai. Em uma tentativa de contornar o problema, ele e sua esposa, Nicole Varzi, procuram médicos especialistas com o objetivo de receber um filho por outros métodos, como inseminação artificial. 
Os resultados foram surpreendentes, apesar de algumas dificuldades, e logo Nicole estava grávida, enquanto Angelo tinha viajado para a Itália, sua terra natal, para trabalhar em um novo filme que deslanchou sua carreira, porém, o fez esquecer de sua esposa e amigos que continuavam do outro lado do Atlântico.
Em um inesperado acidente, ele acaba morrendo no dia em que deveria estar voltando para casa, e esta morte acaba por revelar outros segredos, como a traição. Apesar disso, mesmo depois de morto, ele acaba por ser perdoado por sua esposa, que então continuou sua trajetória, agora, sem o seu companheiro.

### Nicole Varzi
Nicole, interpretada por Rosanna Arquette, era uma poderosa funcionária de uma grande empresa do ramo fonográfico, e apesar do sucesso profissional, não era tão feliz quanto aparentava, pois não conseguia engravidar facilmente por ter "passado da idade ideal", e para tentar realizar seu sonho, acaba recorrendo a outros métodos além do convencional, como a inseminação artificial.
Logo, Nicole se encontra grávida e tem mais tempo do que nunca para se dedicar ao pequeno bebê, o que acabou por se provar extremamente necessário, já que seu marido viajou à Itália para rever familiares e trabalhar, porém, nem tudo acabou correndo como esperado, e Angelo faleceu em um acidente de automóvel na cidade de Nápoles, ao sul da Itália.
A dor para Nicole é profunda, mas aos poucos ele vai se recuperando e perdoa o marido pelos erros do passado não tão distante. A chegada de Bella ao mundo, traz ainda mais felicidade para Nicole, que percebe que apesar de não contar com o apoio de seu falecido marido, tem muitos amigos que podem ajudá-la, porém, como todos são ocupados e tem seus próprios problemas, ela fica com muito mais trabalho que uma mãe comum teria, e ela contrata um babá para ajudá-la, e é por este homem que ela acaba se apaixonando.
No trabalho, as coisas não foram bem, pois Nicole se demitiu logo após voltar ao serviço, e resolveu usar seu dinheiro para se unir à Deena e criar uma empresa de cupcakes, onde a primeira entraria no negócio com o capital, e a outra comandaria as operações e a cozinha. Ao término, situações divertidas acabam ocorrendo na nova loja, pois Nicole tem que cuidar de tudo durante a viagem de sua sócia, e pouco entende de culinária.

### Jimmy Wilbourn
Jimmy, interpretado por Jason George, era um advogado bem-sucedido casado com Ivy, uma ex-estrela de televisão e dona de um bar. Ele entrou para o grupo de amigos de Brian após conhecer Adam no escritório onde eles trabalhavam.
Sendo bem recebido por todos, Jimmy não se envolveu em situações constrangedoras como vários de seus amigos, mas criou algumas, como no caso da investigação sobre Heather, a esposa-relâmpago de Adam, e a participação na busca por Schmitty, o "amigo" da garota.

### Ivy Wilbourn
Ivy, interpretada por Amanda Foreman, era uma dona de bar casada com Jimmy, que a apresentou ao grupo de amigos. Na infância, Ivy havia participado de uma série de televisão de sucesso, conseguindo acumular uma fortuna rapidamente, ela até chegou a esconder isto de seus amigos, mas o desastrado Dave relevou seu segredo a todos, mesmo sem saber dele.
Ivy era conhecida por falar o que pensava, sem pensar em qual seria a reação das pessoas ao ouvir o que ela havia dito, um exemplo clássico pode ser visto no episódio What About the Lake House, quando enquanto ela conversava com Bridget tentando excluí-la dos outros.

### Natasha Drew
Natasha, interpretada por Tiffani Thiessen, era a chefe de Brian e Dave na KC Gaming, uma empresa de jogos para computador. Natasha havia sido uma estagiária de Dave anteriormente, e não teve uma boa relação com ele nesta experiência anterior, talvez por ser tímida demais, pois durante este período, ela ainda tinha problemas com seu peso. Uma relação entre ela e Adam surgiu, e os dois acabaram por ficar juntos, em partes, pois não queriam um compromisso completo.

## Episódios

### Primeira Temporada
| # | Título                          | Exibição Original | Código |
| --- | ------------------------------- | ----------------- | ------ |
| 1 | "Pilot"                         | 16 de Abril, 2006 | 101    |
| Em um grupo de amigos, todos arranjaram um par, enquanto Brian (Barry Watson) permanece como o último solteiro. Aos 34 anos, apesar de sua maré de azar com assuntos do coração, Brian Davis ainda tem esperança de um dia abrir a porta e ser atingido pelo amor. Enquanto seu melhor amigo, Adam (Matthew Davis), tem um relacionamento amoroso estável, Brian vive mais um fracasso com sua recente namorada, Karen (Amy Jo Johnson), que conheceu no meio do transito. Brian não consegue tirar as questões sobre seu destino de sua cabeça. A questão que mais o aflige é uma que somente ele pode responder: será que todos os seus problemas de estima têm origem no fato de ele estar apaixonado por Marjorie (Sarah Lancaster), a namorada de Adam? |                                 |                   |        |
| 2 | "Two In Twenty-Four"            | 17 de Abril, 2006 | 102    |
| Conforme Brian tenta ignorar seus sentimentos secretos por Marjorie, Adam e Dave (Rick Gomez) o encorajam a viver o último sonho de homem solteiro ao sair com duas mulheres diferentes dentro de 24 horas. Enquanto isso, Marjorie passa por estranhos sentimentos quando vê Brian seguindo em frente. |                                 |                   |        |
| 3 | "Moving Day"                    | 24 de Abril, 2006 | 103    |
| Adam e Marjorie vão morar juntos, mas a pressão no trabalho impede que Adam ajude na mudança. Ele então liga para Brian e pede para ele ajudar Marjorie, deixando os dois em uma situação muito desconfortável. Enquanto isto, Deena (Amanda Detmer) fica na dúvida entre ficar em casa com sua filha doente ou sair com um belo pai divorciado que ela conheceu na escola da filha. |                                 |                   |        |
| 4 | "The Importance Of Being Brian" | 1 de Maio, 2006   | 104    |
| Brian decidiu que seria melhor passar o sábado sozinho com sua nova namorada, Lisa B (Bre Blair). Enquanto isso, Nicole ([Rosanna Arquette]]), confiante em seu de fertilidade, precisa que seu irmão ajude a ela e Angelo (Raoul Bova) com um problema no carro. Enquanto isto, Marjorie continua deixando mensagens no telefone de Brian para falar sobre o relacionamento deles. |                                 |                   |        |
| 5 | "Sex Lies and Videotape"        | 8 de Maio, 2006   | 105    |
| A nova namorada de Brian desperta o ciúme de Marjorie, Dave embarca em uma perseguição policial para seguir Deena, e Nicole esconde de Angelo que está fazendo tratamento de fertilidade. Ao final do episódio, Brian e Marjorie brigam, e Adam presencia a discussão. |                                 |                   |        |

### Segunda Temporada
| # | Título                                  | Exibição Original     | Código |
| --- | --------------------------------------- | --------------------- | ------ |
| 6 | "What About Second Chances..."          | 9 de Outubro, 2006    | 201    |
| Ao voltar para casa depois de 6 meses, Brian quer uma segunda chance com Marjorie, exatamente quando Marjorie e Adam estão pra se casar. Enquanto isso, Deena e Dave decidem frequentar uma terapia de casal para salvar seu casamento. |                                         |                       |        |
| 7 | "What About the Wedding..."             | 16 de Outubro, 2006   | 202    |
| O dia do casamento de Adam e Marjorie chegou, mas Brian não vai deixar isso acontecer calmamente. Nicole recebe uma ligação inesperada de seu marido Angelo, que ainda está na Itália. A história de como Adam e Brian conheceram Marjorie é contada. |                                         |                       |        |
| 8 | "What About Denial..."                  | 23 de Outubro, 2006   | 203    |
| Adam está furioso com Brian por ele ter arruinado seu casamento com Marjorie. Nicole ajuda Deena a salvar seu casamento, enquanto esta ironiza a atuação de Nicole como mãe. Enquanto isto, Dave e Brian promovem o novo jogo da empresa, mas o primeiro se encontra em uma saia justa ao ver sua esposa e sua amante juntas no set de filmagem. |                                         |                       |        |
| 9 | "What About the Fish..."                | 30 de Outubro, 2006   | 204    |
| Há muito mais "peixe" no mar que apenas Marjorie, então Ivy (Amanda Foreman) faz uma aposta com Brian e Adam. Ou ambos devem esquecer Marjorie e sair pela primeira vez com outra mulher, ou um deles terá que pagar a conta do bar de $500 dólares. Após ser expulso de casa por, Dave vai morar com Brian. Mas Brian esta recebendo em sua casa Karen, "a garota do carro" e os problemas não param por ai, já que a Zap Monkey está com problemas financeiros. Nicole faz seu chá de bebê e Brian quer surpreendê-la ao levar Angelo para a festa, mas acontece uma tragédia. |                                         |                       |        |
| 10 | "What About Angelo's Ashes..."          | 13 de Novembro, 2006  | 205    |
| No funeral de Angelo, os amigos fazem suas homenagens amorosas e recordam suas boas lembranças, enquanto todos se surpreendem com a força que Nicole vem demostrando. No entanto, eles logo percebem que ela não está conseguindo lidar com isso como parece. O pai de Brian, Michael (William Devane), enfrenta Brian com seus planos agora que Zap Monkey está em crise. Dave e Deena discutem sobre o divorcio, e Adam continua a se conectar com a Summer, a stripper que conheceu em sua despedida de solteiro.                                                             |                                         |                       |        |
| 11 | "What About What Was Supposed to Be..." | 20 de Novembro, 2006  | 206    |
| Brian começa a trabalhar na empresa de seu pai e conhece uma atraente agente, Bridget (Krista Allen). Agora que Adam e Heather (Rachelle Lefevre) estão namorando, surgem problemas com os empregos de ambos. |                                         |                       |        |
| 12 | "What About First Steps..."             | 4 de Dezembro, 2006   | 207    |
| Todos começam a dar seguimento em suas vidas. Nicole tenta ajudar Deena com a fabricação de bolos, mas as coisas ficam interessantes quando Deena conhece um cliente rico que parece ter se apaixonado por ela. |                                         |                       |        |
| 13 | "What About Secrets..."                 | 11 de Dezembro, 2006  | 208    |
| Todos tem seus segredos, e Bridget tem um segredo que começa a ameaçar a ligação que Brian e seu pai estão trabalhando na reconstrução de uma relação extremamente desgastada. |                                         |                       |        |
| 14 | "What About True Confessions..."        | 18 de Dezembro, 2006  | 209    |
| Nicole está ansiosa para ter o bebê e testa todas as simpatias que conhece para induzir o parto. Deena e Dave saem para encontros separados. Deena sai com seu cliente rico, TK (Brennan Elliott), e Dave sai com uma mulher muito mais nova do que ele. |                                         |                       |        |
| 15 | "What About the Tangeled Web..."        | 8 de Janeiro, 2007    | 210    |
| Nicole cometeu o erro de dizer para Dave e Deena que eles a acompanhariam quando entrasse em trabalho de parto. Michael cria uma integração na empresa que acaba aproximando Bridget e Brian. |                                         |                       |        |
| 16 | "What About the Exes..."                | 15 de Janeiro, 2007   | 211    |
| Brian e Bridget tiram um tempo para se conhecerem melhor e falam sobre seus relacionamentos anteriores. Mas Brian não é totalmente honesto com Bridget, porque não consegue contar nada sobre sua relação com Marjorie. |                                         |                       |        |
| 17 | "What About Marjorie..."                | 22 de Janeiro, 2007   | 212    |
| A volta de Marjorie gera todo tipo de problemas e conflitos entre os novos casais. Heather sabia que era a segunda opção de Adam, mas ainda não tinha se sentido assim até a volta de Marjorie. Enquanto isto, Nicole procura uma babá, mas sempre encontra algo errado em cada uma das candidatas. |                                         |                       |        |
| 18 | "What About the Lake House..."          | 29 de Janeiro, 2007   | 213    |
| Agora que o pai de Brian precisa vender sua casa do lago, Brian convida os amigos para passarem um último final de semana na casa. Ele espera fazer Bridget se sentir mais a vontade com seus amigos, porém, Ivy e Deena tentam excluí-la, gerando novos conflitos. |                                         |                       |        |
| 19 | "What About Finding Your Place..."      | 12 de Fevereiro, 2007 | 214    |
| Agora que Brian e Bridget perderam seus empregos e ela perdeu seu apartamento, ela se muda para o apartamento de Brian, onde ele conseguiu o emprego de gerente do condomínio. Nicole fantasia com Jamie, seu "babá", e agora que se separou, Adam faz um voto de castidade. |                                         |                       |        |
| 20 | "What About Temptations..."             | 19 de Fevereiro, 2007 | 215    |
| Dave descobre que sua nova chefe já foi sua estagiária. As vizinhas de Brian o convencem a deixá-las usar seu apartamento para uma festa quando Bridget viaja a negócios. Dave volta para sua casa, mas fica no quarto de hóspedes. |                                         |                       |        |
| 21 | "What About Strange Bedfellows..."      | 5 de Março, 2007      | 216    |
| Dave se sente abandonado quando Natasha (Tiffani Thiessen) pede somente para Brian fazer uma apresentação para clientes japoneses. Adam tem um encontro com Stephanie (Stacy Keibler), a nova e famosa vizinha de Brian. |                                         |                       |        |
| 22 | "What About All That Glitters..."       | 12 de Março, 2007     | 217    |
| Adam e Nicole estão lidando com as consequências de terem dormido juntos. Eles prometeram manter isso entre eles, mas parece que a promessa não vai muito longe. Dave descobre que Brian foi nomeado como novo gerente, e isso poderia acabar com a amizade deles, e os problemas para ele só estão começando, pois Frankie (Meredith Baxter), a mãe de Deena, faz uma visita a sua filha. |                                         |                       |        |
| 23 | "What About Secret Lovers..."           | 19 de Março, 2007     | 218    |
| Dave e Deena recebem os papéis do divórcio e lutam com a dúvida de assiná-los ou não. Enquanto isso, Deena passa por problemas com seu negócio, até que Nicole surge com um plano que traz mais clientes. |                                         |                       |        |
| 24 | "What About Calling All Friends..."     | 26 de Março, 2007     | 219    |
| No último episódio da série, Brian pede para Laura ser babá por um dia, o que deixa Stephanie muito nervosa. Dave e Deena tentam fazer uma viagem secreta para renovar seus votos de casamento. Adam tenta ir um passo à frente com Natasha usando Nicole para causar ciúmes, enquanto esta tem problemas na confeitaria, e implora pela ajuda de todos os seus amigos. |                                         |                       |        |

## Trilha sonora
As músicas tocadas em cada episódio sempre foram uma parte marcante do seriado, entre elas tivemos a célebre Hey Hey What Can I Do de Led Zeppelin, que inspirou a música-tema, Calling All Friends do grupo Low Stars. Outro músico que teve suas canções homenageadas durante a série foi Colin Hay, que pôde ouvir várias de suas músicas no seriado, entre elas Waiting for My Real Life to Begin, Beautiful World e Don't Wait Up, que finalizaram os episódios Two in Twenty-Four, Moving Day e The Importance of Being Brian, respectivamente.

## Transmissões internacionais
| País      | Emissora      |
| --------- | ------------- |
| Austrália | Seven Network |
| Espanha   | La Sexta      |
| França    | TF1           |

| País          | Emissora |
| ------------- | -------- |
| Holanda       | NET5     |
| Nova Zelândia | TV2      |
| Reino Unido   | E4       |
| Portugal      | RTP2     |

## Recepção da crítica
Em sua primeira temporada, What about Brian teve recepção mista por parte da crítica especializada. Com base de 21 avaliações profissionais, alcançou uma pontuação de 41% no Metacritic. Por votos dos usuários do site, atinge uma nota de 8.9, usada para avaliar a recepção do público.